# Ochotona muliensis
Ochotona muliensis es una especie de mamífero de la familia Ochotonidae.

## Distribución geográfica
Vive en los herbazales, en la China.

## Estado de conservación
Se encuentra amenazada de extinción por la pérdida de su hábitat natural.